# Tequila-Kärpfling
Der Tequila-Kärpfling (Zoogoneticus tequila) ist eine Süßwasserfischart aus der Familie der Hochlandkärpflinge, die in Mexiko vorkommt. Das Artepitheton bezieht sich auf den Schichtvulkan Tequila im Bundesstaat Jalisco, der sich nördlich der Terra typica erhebt. Die Art wurde 1990 von Derek Lambert entdeckt und 1998 von Shane A. Webb und Robert Rush Miller wissenschaftlich beschrieben.

## Merkmale

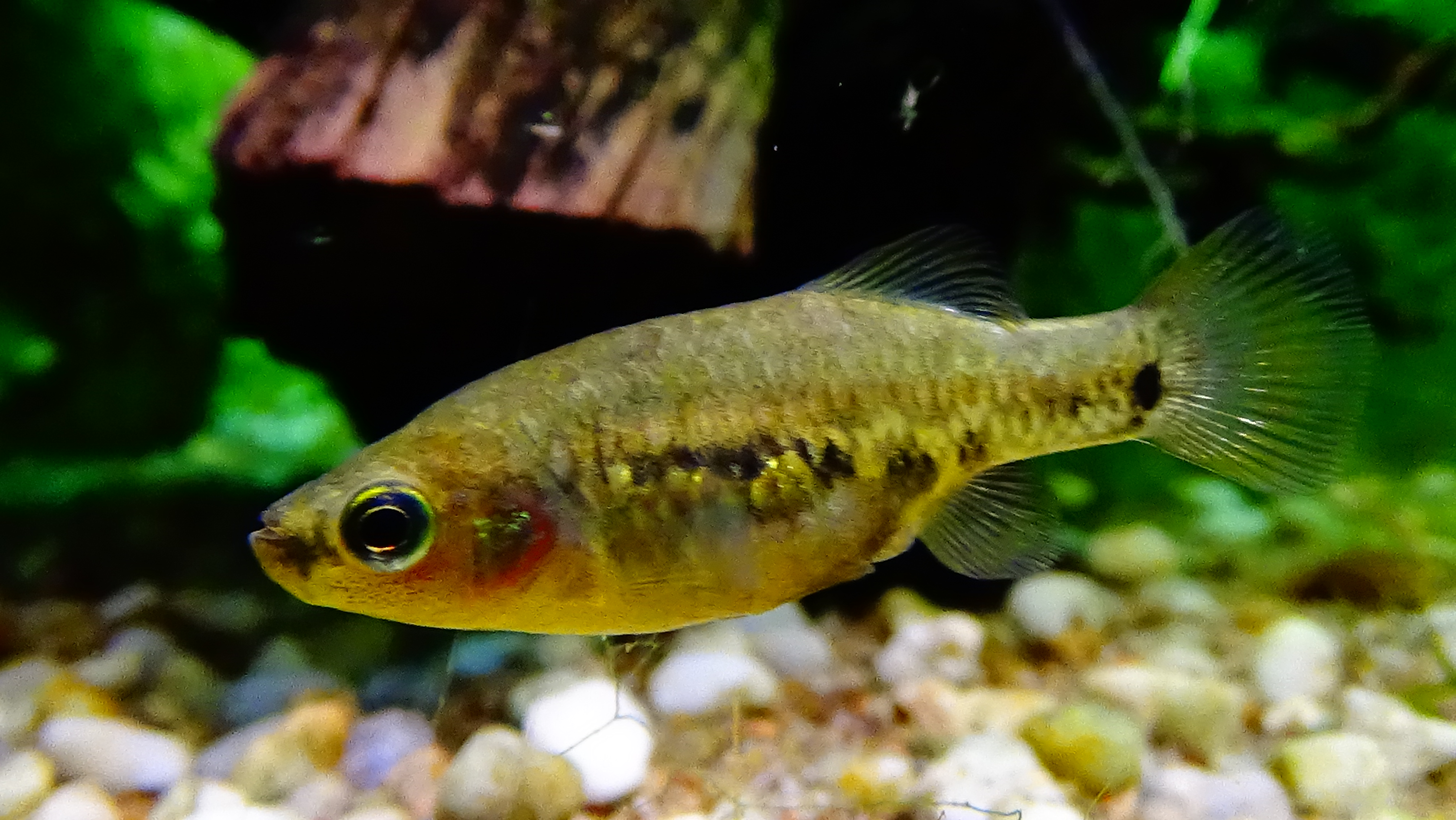
Weibchen des Tequila-Kärpflings

Die Weibchen erreichen eine Standardlänge von bis zu 5,8 cm, große Exemplare von bis zu 8 cm.  Die Männchen werden mit einer Standardlänge bis zu 6 cm kleiner als die Weibchen. Ein weiteres Unterscheidungsmerkmal ist die Färbung. Ausgewachsene Männchen haben cremefarbene Endbänder an der After- und Rückenflosse. Die Schwanzflossen adulter Männchen haben ein halbmondförmiges rot-oranges, oranges oder gelbes Band. Der Rest der Schwanzflosse ist nicht pigmentiert und durchsichtig. Einige große adulte Weibchen weisen ebenfalls diese Schwanzflossenfärbung auf, im Allgemeinen sind ihre Schwanzflossen jedoch transparent. Beide Geschlechter haben einen olivfarbenen, gesprenkelten Körper, wobei die Männchen in der Regel dunkler sind als die Weibchen. Jungtiere sind heller gefärbt und weisen eine deutlichere Sprenkelung auf.

## Vorkommen
Der Tequila-Kärpfling ist im Einzugsgebiet des Río Ameca endemisch. Sein Lebensraum ist auf das Quellgebiet des Río Teuchitlán beschränkt.

## Lebensweise und Fressfeinde
Tequila-Kärpflinge sind lebendgebärend, was dazu führte, dass sie ursprünglich in die Familie der Lebendgebärenden Zahnkarpfen (Poeciliidae) klassifiziert wurden. Zur Nahrung zählen Zooplankton sowie Insektenlarven, darunter die von Zuckmücken. Unter den immaturen Fischen wurde auch Kannibalismus beobachtet. Fressfeinde, die den Tequila-Kärpflingen nachstellen sind Hechte (Esox sp.) und Strumpfbandnattern (Thamnophis sp.)

## Bedrohung und Schutz
Im Jahr 2003 war der Tequila-Kärpfling aufgrund von Wasserverschmutzung sowie durch invasive Arten, darunter Guppys  (Poecilia reticulata), Platys (Xiphophorus maculatus), Blaue Tilapias (Oreochromis aureus), Blaue Sonnenbarsche (Lepomis macrochirus), Karpfen (Cyprinus carpio) und Schwertträger (Xiphophorus hellerii) in der Wildnis ausgestorben. Zuvor war die Art jedoch erfolgreich in Gefangenschaft gezüchtet worden, darunter im Aquarium des Chester Zoos, das 1998 zehn Exemplare an das Labor der Universidad Michoacana de San Nicolás de Hidalgo für ein Erhaltungszuchtprogramm sandte.
2009 wurde von Kurator des Haus des Meeres, Michael Köck, mit zwei anderen Zoos und Hobby-Organisationen die Goodeid Working Group gegründet mit dem Ziel diese Art und andere gefährdete Hochlandkärpflinge zu erhalten. In folgenden Jahren gründeten die Tequila-Kärpflinge eine neue Kolonie, die von Experten in den folgenden 15 Jahren betreut und vergrößert wurde. Zur Vorbereitung der im Jahr 2014 begonnenen Auswilderung wurden 40 Männchen und 40 Weibchen der Kolonie in großen, künstlichen Teichen an der Universität gehalten. Dadurch wurden sie einer halbnatürlichen Umgebung ausgesetzt, in der sie mit schwankenden Nahrungsressourcen, potenziellen Konkurrenten, Parasiten und natürlichen Feinden wie Vögeln, Schildkröten und Schlangen konfrontiert wurden. 2021 war diese Population auf schätzungsweise 10.000 Individuen angewachsen, wovon 1500 im Río Teuchitlán ausgesetzt wurden. Nach dem erfolgreichen Wiederansiedlungsprogramm gibt es nun eine langsam wachsende Wildpopulation, daher wurde die Art im Jahr 2018 von der IUCN von der Kategorie vom Aussterben bedroht in die Kategorie stark gefährdet heruntergestuft. Trotz dieser positiven vorläufigen Ergebnisse könnte jede geringfügige Zunahme der Bedrohung zu einem erheblichen Aussterberisiko für diese sich erholende Population führen.